# Südharz
Die Gemeinde Südharz wurde zum 1. Januar 2010 im Landkreis Mansfeld-Südharz in Sachsen-Anhalt durch den Zusammenschluss von 13 der 15 Gemeinden der Verwaltungsgemeinschaft Roßla-Südharz gebildet. Die Verwaltungsgemeinschaft wurde auf Grund der Gemeindegebietsreform aufgelöst. Zum 1. September 2010 wurden schließlich die restlichen beiden Gemeinden (Stolberg (Harz) und Wickerode) per Gesetz in die Gemeinde Südharz zwangseingemeindet.

## Geographie
Die Gemeinde liegt in der Karstlandschaft des Südharzes und wurde nach dieser geografischen Region benannt. Im Norden fließt die Wipper, im Westen die Thyra, im Osten die Leine und im Süden die Helme durch das Gemeindegebiet. Mit einer Fläche von 236,36 km² gehört Südharz zu den flächengrößten Gemeinden in Deutschland.

### Nachbargemeinden
Nachbargemeinden sind Harzgerode (HZ) im Norden, Sangerhausen im Osten, Wallhausen, Kelbra und Berga im Süden und Harztor, Nordhausen und Urbach (alle drei NDH) im Westen.

### Ortsteile
Die Gemeinde Südharz besteht aus 17 Ortsteilen, die zu insgesamt 15 Ortschaften der Gemeinde zusammengeschlossen sind. Die Gemeindeverwaltung befindet sich im Ortsteil Roßla und einer Außenstelle in Rottleberode.
| Ortschaft                                            | Einwohner 1 | Die Ortschaften von Südharz (anklickbare Karte) |
| ---------------------------------------------------- | ----------- | ----------------------------------------------- |
| Bennungen                                            | 936         | Die Ortschaften von Südharz (anklickbare Karte) |
| Breitenstein                                         | 505         | Die Ortschaften von Südharz (anklickbare Karte) |
| Breitungen                                           | 470         | Die Ortschaften von Südharz (anklickbare Karte) |
| Dietersdorf                                          | 425         | Die Ortschaften von Südharz (anklickbare Karte) |
| Drebsdorf                                            | 106         | Die Ortschaften von Südharz (anklickbare Karte) |
| Hainrode                                             | 339         | Die Ortschaften von Südharz (anklickbare Karte) |
| Hayn (Harz)                                          | 557         | Die Ortschaften von Südharz (anklickbare Karte) |
| Kleinleinungen                                       | 136         | Die Ortschaften von Südharz (anklickbare Karte) |
| Questenberg (mit Agnesdorf)                          | 267         | Die Ortschaften von Südharz (anklickbare Karte) |
| Roßla (mit Dittichenrode)                            | 2244        | Die Ortschaften von Südharz (anklickbare Karte) |
| Rottleberode                                         | 1502        | Die Ortschaften von Südharz (anklickbare Karte) |
| Schwenda                                             | 589         | Die Ortschaften von Südharz (anklickbare Karte) |
| Stadt Stolberg (mit Auerberg, Hainfeld und Thyratal) | 1286        | Die Ortschaften von Südharz (anklickbare Karte) |
| Uftrungen                                            | 1070        | Die Ortschaften von Südharz (anklickbare Karte) |
| Wickerode                                            | 273         | Die Ortschaften von Südharz (anklickbare Karte) |

1 Stand: 31. Dezember 2008
Am 1. Juli 2014 ist das neue Kommunalverfassungsgesetz des Landes Sachsen-Anhalt in Kraft getreten. In dessen §14 (2) wird den Gemeinden die Möglichkeit gegeben, den Ortsteilen, die vor der Eingemeindung Städte waren, diese Bezeichnung zuzuerkennen. Die Gemeinde Südharz hat von dieser Regelung für den Ortsteil Stolberg (Harz) Gebrauch gemacht. Ihre neue Hauptsatzung ist mit Wirkung vom 1. Januar 2017 in Kraft getreten. In den §§1 und 15 (1) werden die Ortsteile und Ortschaften mit ihren amtlichen Namen aufgeführt.

## Bevölkerung
| Jahr | Einwohner |
| ---- | --------- |
| 2010 | 10.251    |
| 2015 | 09.649    |
| 2020 | 0}9.225   |

| Jahr | Einwohner |
| ---- | --------- |
| 2021 | 9.104     |
| 2022 | 8.973     |
| 2023 | 8.856     |
| 2024 | 8.829     |

Stand: 31. Dezember des jeweiligen Jahres (Angaben des Statistischen Landesamtes Sachsen-Anhalt), ab 2011 auf Basis des Zensus 2011, ab 2022 auf Basis des Zensus 2022

## Politik

### Gemeinderat
Der Gemeinderat der Gemeinde Südharz besteht entsprechend der Einwohnerzahl der Stadt aus 20 Mitgliedern und dem Bürgermeister. Die Kommunalwahl am 9. Juni 2024 führte bei einer Wahlbeteiligung von 64,3 % zu folgendem Ergebnis:
| Partei / Wählergruppe                        | Stimmenanteil 2019 | Sitze 2019 |        | Stimmenanteil 2024 | Sitze 2024 |
| -------------------------------------------- | ------------------ | ---------- | ------ | ------------------ | ---------- |
| AfD                                          | 08,8 %             | 2          | 24,2 % | 4                  |            |
| CDU                                          | 12,6 %             | 2          | 13,6 % | 3                  |            |
| Initiative Kultur, Sport und Ehrenamt (IKSE) | –                  | –          | 10,1 % | 2                  |            |
| Uftrunger Liste - Zukunft Südharz            | 09,3 %             | 2          | 08,0 % | 2                  |            |
| Bürgerliche Mitte Südharz (BMS)              | 11,7 %             | 2          | 07,1 % | 1                  |            |
| Bürgervertretung Südharz (BVS)               | 05,0 %             | 1          | 06,6 % | 1                  |            |
| Einzelbewerber Clemens Ritter von Kempski    | 13,8 %             | 1          | 05,7 % | 1                  |            |
| FDP                                          | 03,4 %             | 1          | 05,6 % | 1                  |            |
| Pro Hayn                                     | –                  | –          | 04,4 % | 1                  |            |
| Freie Wählergemeinschaft Schwenda            | 03,9 %             | 1          | 03,0 % | 1                  |            |
| SPD                                          | 06,2 %             | 1          | 02,5 % | 1                  |            |
| Die Linke                                    | 04,4 %             | 1          | 02,5 % | 1                  |            |
| Einzelbewerber Harald Fuhrmann               | –                  | –          | 02,0 % | –                  |            |
| Bündnis 90/Die Grünen                        | 01,7 %             | –          | 01,8 % | –                  |            |
| Bauernverband Mansfeld-Südharz               | –                  | –          | 01,6 % | –                  |            |
| Einzelbewerber Eckard Kirchner               | –                  | –          | 01,3 % | –                  |            |
| Bündnis für den Südharz                      | 10,0 %             | 2          | –      | –                  |            |
| Alternative Liste Südharz                    | 09,2 %             | 2          | –      | –                  |            |
| Insgesamt                                    | 100 %              | 18         | 100 %  | 19                 |            |

Bei der Wahl 2019 entfielen auf den Einzelbewerber Ritter von Kempski drei Sitze, von denen zwei unbesetzt blieben.
Bei der Wahl 2024 entfielen auf die AfD fünf Sitze, von denen einer unbesetzt bleibt, weil die Partei nur vier Kandidaten nominiert hatte.

### Bürgermeister
- 2010–2022: Ralf Rettig (parteilos)
- seit 2022: Peter Kohl (parteilos)

Rettig wurde in der Bürgermeisterwahl am 23. Oktober 2016 mit 62,9 % der gültigen Stimmen wiedergewählt. Er wurde im Mai 2022 auf eigenen Wunsch in den Ruhestand versetzt.
Kohl wurde in der Bürgermeisterstichwahl am 22. Mai 2022 mit 53,0 % der gültigen Stimmen zu seinem Nachfolger gewählt. Seine Amtszeit beträgt sieben Jahre.

### Wappen
Das Wappen und die Flagge wurden am 28. Juli 2015 durch den Landkreis Mansfeld-Südharz genehmigt. Es wurde vom Heraldiker Jürgen Prell aus Roßla gestaltet.
| Wappen von Südharz | Blasonierung: „Von Gold und Grün durch eine doppelreihig, zu 17 Plätzen von Silber und Rot geschachte Schräglinksleiste geteilt, oben ein schreitender schwarzer Hirsch, unten eine goldene Gerstenähre, begleitet von zwei goldenen Eichenblättern.“ |
| Wappen von Südharz | Wappenbegründung: Aus geschichtlichem Bezug zeigt das Wappen im oberen Feld einen schreitenden Hirsch. Er ist das Wappentier der Stolberger Fürsten, welche über Jahrhunderte den größten Teil der Einheitsgemeinde Südharz geprägt haben. Geografisch ist die Südharzregion für ihre einzigartige Landschaft und ihre vielfältige Tier- und Pflanzenwelt bekannt. Dafür steht die Farbe Grün im unteren Feld des Wappens. Die Ähre soll die fruchtbare Goldene Aue symbolisieren und die Eichenblätter stehen für den Waldreichtum der Südharzregion. Die beiden Felder des Wappens werden durch eine geschachte Schräglinksleiste geteilt. Die Schachung versinnbildlicht die unterschiedlichen Ortsteile, welche gemeinsam ein harmonisches Bild ergeben. Die Farben Rot und Silber sind die dominierenden Farben im Wappen des Landkreises Mansfeld-Südharz. |

Die Farben der Gemeinde sind Schwarz - Gelb.

### Flagge
Die Flagge ist schwarz - gelb (1:1) gestreift (Querform: Streifen waagerecht verlaufend, Längsform: Streifen senkrecht verlaufend) und mittig mit dem Gemeindewappen belegt.

## Verkehr
Im Süden führt die Bundesautobahn 38 Halle–Göttingen mit der Anschlussstelle Roßla durch das Gemeindegebiet. Das gleichnamige Autobahndreieck Südharz zwischen der A 38 und der A 71 befindet sich jedoch nicht in der Gemeinde Südharz, sondern liegt auf dem Gebiet der Gemeinden Sangerhausen und Allstedt.
Parallel verläuft die Bahnstrecke Halle–Hann. Münden. An den Stationen Roßla und Bennungen halten die von Abellio Rail Mitteldeutschland betriebenen Regionalexpress-Züge Halle–Leinefelde(–Kassel) stündlich bzw. zweistündlich.
Von der Bahnstrecke Halle–Hann. Münden zweigt am Bahnhof Berga-Kelbra die im Personenverkehr nicht mehr bediente Bahnstrecke Berga-Kelbra–Stolberg (Harz) ab. Im Gebiet der Gemeinde Südharz lagen die Haltepunkte Uftrungen, Rottleberode und Stolberg (Harz).